# Lupe Fiasco

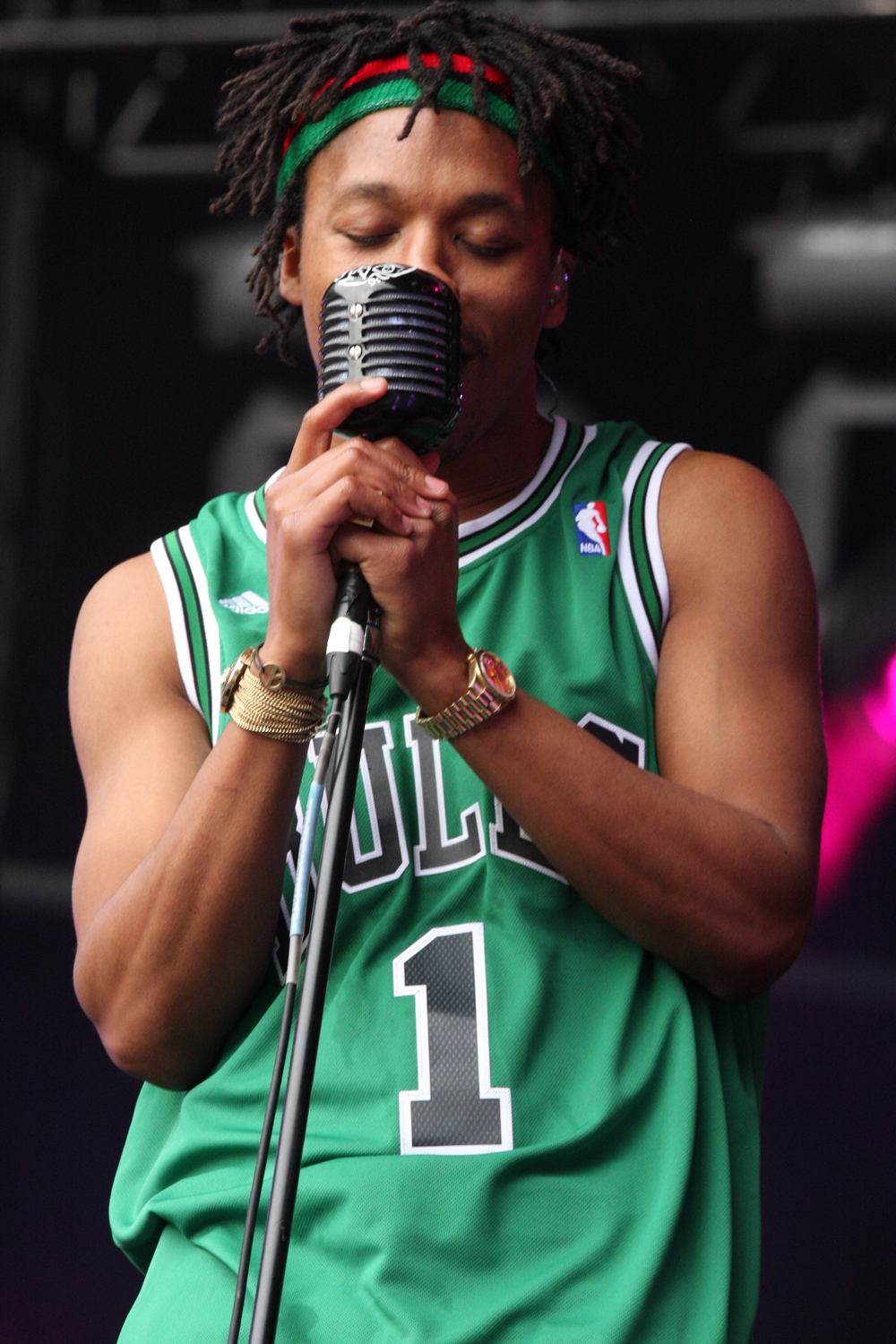
Lupe Fiasco (2012)

Lupe Fiasco (* 16. Februar 1982 in Chicago, Illinois; bürgerlich Wasalu Muhammad Jaco) ist ein US-amerikanischer Rapper.

## Leben

### Familie
Lupe Fiasco ist das jüngste Kind der Familie Jaco. Er hat vier Brüder und fünf Schwestern. Sein Vater, ein Mitglied der Black Panther Party, war ein erfolgreicher afrikanischer Trommler und Karatelehrer, seine Mutter eine Gourmet-Köchin. Fiasco wuchs mit seiner muslimischen Familie in seiner Geburtsstadt Chicago auf, wo bereits Hip-Hop-Größen wie Common, Rhymefest, Kanye West und Twista groß wurden. In der 8. Klasse begann Lupe mit dem Rappen. Wirklich ernsthaft verfolgte er die Sache jedoch erst, als er 17 Jahre alt wurde. 2007 verstarb Fiascos Vater.

### Anfänge bei Epic und Arista Records
Im Jahr 2000 erhielt der damals 18-Jährige mit seiner 4-köpfigen Crew Da Park bei Epic einen Plattenvertrag. Da der Erfolg der ersten Single mit Da Park jedoch ausblieb, löste sich die Gruppe wieder auf.
Danach nahm L.A. Reid von Arista Records Fiasco als Solokünstler unter Vertrag. Zu dieser Zeit hatte Lupe mehrere Gastauftritte. Unter anderem auf den Singles Kiss Me (2002) und Didn’t You Know (2003) von Tha’ Rayne und später K Fox’ This Life (2004). Im Oktober 2003 veröffentlichte er das Lied Coulda Been, mehrere Mixtapes folgten. Zudem erreichte er viel Popularität über das Internet. Der Durchbruch gelang ihm jedoch nicht.

### Atlantic Records
2004 lief der Plattenvertrag mit Arista Records aus. Lupe Fiasco wurde jedoch gleich von Atlantic Records erneut verpflichtet. Jay-Z arbeitete damals gerade an seinen Longplayern The Blueprint und The Black Album und suchte einen geeigneten Nachfolger. Aus diesem Grund bot er Fiasco einen Plattenvertrag bei Roc-A-Fella Records (heute Def Jam). Lupe schlug das Angebot aber aus, da er gerade ein eigenes Label, welches den Namen 1st & 15th Entertainment (F&F) trug, mit seinen Freunden gründete. Jay-Z bot seine Unterstützung an und half beim Solodebüt Lupe Fiasco’s Food & Liquor tatkräftig mit.
Mit Kanye West zusammen schrieb er das Lied Touch the Sky, welches im April 2006 auf den Markt kam. Danach wurde auch die Single Kick, Push veröffentlicht. East-Coast-Rapper Fabolous und West-Coast-Rapper The Game boten Fiasco Gastauftritte an.
2006 bot Brian „Busy“ Dachowski von Atlantic Records Lupe und seinem Kollegen Dusean Bishop G an, eine Radiosendung von FNF-Radio zu übernehmen. Der Sender richtet sich hauptsächlich an Studenten. In Lupes Sendung wurden vor allem Hip-Hop und Fiascos eigene Songs gespielt. Auch wurden diverse Diskussionen zu den Themen Politik, Musik, Sport und Unterhaltung gesendet.
Zur gleichen Zeit stellt das Label Atlantic Records die sowieso schon spärlichen Werbemaßnahmen für das Album Lupe Fiasco’s Food & Liquor ein, da das Album den Durchbruch in den Charts nicht zu schaffen schien. Trotzdem nominierte das Komitee der Grammy Awards das Album Lupe Fiasco’s Food & Liquor und die Single Kick, Push 2007 für „Best Rap Album“ bzw. „Best Rap Solo Performance“ und „Best Rap Song“.
Die Single Daydreamin’, die zusammen mit der R&B-Sängerin Jill Scott entstanden war, erschien erst Ende 2006 und war deshalb erst bei den Grammy Awards 2008 nominiert. Sie gewann in der Kategorie Beste Urban-/Alternative-Darbietung. Allerdings war das Lied international erfolgreicher als in den US-Charts.

### Name
Zu Beginn seiner Rapkarriere trat er noch unter dem Namen „Lu“ auf, was auf die letzte Silbe seines Vornamens zurückzuführen ist. Zu einem unbekannten Zeitpunkt bat er einen Freund der Lupe mit Vornamen hieß dessen Namen benutzen zu dürfen. So entstand der erste Teil seines Künstlernamens. Der zweite Teil, „Fiasco“ kommt von Nas’ Album The Firm. Der erste Track dort heißt Firm Fiasco. Fiasco gefiel „Lupe“ und so schrieb er probeweise den Namen „Lupe Fiasco“ auf Papier und entschied ihn zu behalten.

### Das zweite Album
Am 18. Dezember 2007 (USA) und am 7. März 2008 (Deutschland) erschien Fiascos zweites Studioalbum Lupe Fiasco’s the Cool. Es brachte ihm zwar nicht den ganz großen Erfolg, konnte aber an sein Debüt anknüpfen. Außerdem gelang ihm mit dem Song Superstar, mit Unterstützung des Folkrocksängers Matthew Santos, ein internationaler Hit, der in den USA und Großbritannien bis in die Top 10 kam.
Fiasco kündigte nach The Cool zunächst an, nur noch ein Album zu veröffentlichen. Als Grund für seinen Ausstieg gab er den geringen kommerziellen Erfolg seines Debütalbums an. Sein letztes Album sollte den Titel LupE.N.D. tragen und drei CDs enthalten. Der Titel ist ein Zusammenspiel aus dem Namen Lupe und E.N.D., was einerseits für sein Karriereende stehen sollte, andererseits die Anfangsbuchstaben der einzelnen Namen der drei Teile des Albums darstellt: Die erste Scheibe sollte Everywhere heißen, die zweite Nowhere und die dritte Down Here.

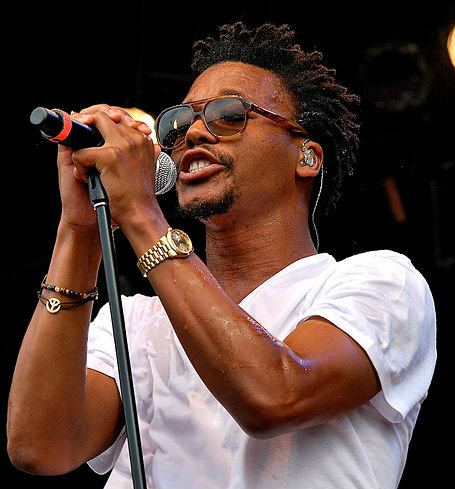
Lupe Fiasco beim Bluesfest in Ottawa (2011)

### Comeback
Im Februar 2009 zog Fiasco sein Karriereende zurück und kündigte weitere Alben an.
In den USA gelangen ihm danach zwei Top-Ten-Alben. Sein fünftes Studio-Album Tetsuo & Youth veröffentlichte er im Januar 2015. Unterstützt wurde er bei den Aufnahmen von unter anderem Guy Sebastian, dem Rapper Ab-Soul, der Violinen-Spielerin Rosy Timms und Soul-Sängerin Nikki Jean. Zur Single Deliver steuerte Ty Dolla Sign einige Additional Vocals bei.

## Diskografie

### Studioalben
| Jahr | Titel Musiklabel                                                            | Höchstplatzierung, Gesamtwochen, AuszeichnungChartplatzierungen (Jahr, Titel, Musiklabel, Platzierungen, Wochen, Auszeichnungen, Anmerkungen) | Höchstplatzierung, Gesamtwochen, AuszeichnungChartplatzierungen (Jahr, Titel, Musiklabel, Platzierungen, Wochen, Auszeichnungen, Anmerkungen) | Höchstplatzierung, Gesamtwochen, AuszeichnungChartplatzierungen (Jahr, Titel, Musiklabel, Platzierungen, Wochen, Auszeichnungen, Anmerkungen) | Anmerkungen                              |
| Jahr | Titel Musiklabel                                                            | CH | UK | US | Anmerkungen                              |
| ---- | --------------------------------------------------------------------------- | --- | --- | --- | ---------------------------------------- |
| 2006 | Food & Liquor Atlantic Records (WMG)                                        | — | UK31 Silber · (3 Wo.)UK | US8 Gold · (13 Wo.)US | Erstveröffentlichung: 19. September 2006 |
| 2007 | The Cool Atlantic Records (WMG)                                             | CH93 (1 Wo.)CH | UK7 Silber · (5 Wo.)UK | US14 Platin · (28 Wo.)US | Erstveröffentlichung: 18. Dezember 2007  |
| 2011 | Lasers Atlantic Records (WMG)                                               | — | UK25 (2 Wo.)UK | US1 Platin · (25 Wo.)US | Erstveröffentlichung: 7. März 2011       |
| 2012 | Food & Liquor II: The Great American Rap Album Pt. 1 Atlantic Records (WMG) | — | UK60 (1 Wo.)UK | US5 Gold · (7 Wo.)US | Erstveröffentlichung: 25. September 2012 |
| 2015 | Tetsuo & Youth Atlantic Records (WMG)                                       | — | UK58 (1 Wo.)UK | US14 (4 Wo.)US | Erstveröffentlichung: 20. Januar 2015    |
| 2017 | Drogas Light 1st & 15th (Thirty Tigers)                                     | — | — | US28 (2 Wo.)US | Erstveröffentlichung: 10. Februar 2017   |
| 2018 | Drogas Wave 1st & 15th (Thirty Tigers)                                      | — | — | US60 (1 Wo.)US | Erstveröffentlichung: 21. September 2018 |

### Mixtapes
| Jahr | Titel                                         | Anmerkungen                             |
| ---- | --------------------------------------------- | --------------------------------------- |
| 2006 | Fahrenheit 1/15 Part I: The Truth Is Among Us | Erstveröffentlichung: 2006              |
| 2006 | Fahrenheit 1/15 Part II: Revenge of the Nerds | Erstveröffentlichung: 2006              |
| 2006 | Fahrenheit 1/15 Part III: A Rhyming Ape       | Erstveröffentlichung: 2006              |
| 2009 | Enemy of the State: A Love Story              | Erstveröffentlichung: 26. November 2009 |
| 2011 | Friend of the People: I Fight Evil            | Erstveröffentlichung: 24. November 2011 |
| 2015 | Pharao Height 2/30                            | Erstveröffentlichung: 29. August 2015   |

### Singles
| Jahr | Titel Album                                                                             | Höchstplatzierung, Gesamtwochen, AuszeichnungChartplatzierungen (Jahr, Titel, Album, Platzierungen, Wochen, Auszeichnungen, Anmerkungen) | Höchstplatzierung, Gesamtwochen, AuszeichnungChartplatzierungen (Jahr, Titel, Album, Platzierungen, Wochen, Auszeichnungen, Anmerkungen) | Höchstplatzierung, Gesamtwochen, AuszeichnungChartplatzierungen (Jahr, Titel, Album, Platzierungen, Wochen, Auszeichnungen, Anmerkungen) | Höchstplatzierung, Gesamtwochen, AuszeichnungChartplatzierungen (Jahr, Titel, Album, Platzierungen, Wochen, Auszeichnungen, Anmerkungen) | Höchstplatzierung, Gesamtwochen, AuszeichnungChartplatzierungen (Jahr, Titel, Album, Platzierungen, Wochen, Auszeichnungen, Anmerkungen) | Anmerkungen                                                     |
| Jahr | Titel Album                                                                             | DE | AT | CH | UK | US | Anmerkungen                                                     |
| ---- | --------------------------------------------------------------------------------------- | --- | --- | --- | --- | --- | --------------------------------------------------------------- |
| 2007 | Touch the Sky Late Registration                                                         | DE97 (2 Wo.)DE | — | — | UK6 Platin · (15 Wo.)UK | US42 Platin · (9 Wo.)US | Erstveröffentlichung: 7. März 2006 Kanye West feat. Lupe Fiasco |
| 2007 | Kick Push Food & Liquor                                                                 | — | — | — | UK27 (7 Wo.)UK | US78 (5 Wo.)US | Erstveröffentlichung: 18. April 2006                            |
| 2007 | Kick Push Food & Liquor                                                                 | — | — | — | — | US— PlatinUS | Erstveröffentlichung: 30. Mai 2006                              |
| 2007 | Daydreamin’ Food & Liquor                                                               | — | AT69 (2 Wo.)AT | CH82 (2 Wo.)CH | UK25 (7 Wo.)UK | US— PlatinUS | Erstveröffentlichung: 11. September 2006 feat. Jill Scott       |
| 2007 | Superstar The Cool                                                                      | DE39 (8 Wo.)DE | AT55 (8 Wo.)AT | CH42 (12 Wo.)CH | UK4 Gold · (18 Wo.)UK | US10 ×3Dreifachplatin · (20 Wo.)US | Erstveröffentlichung: 25. September 2007 feat. Matthew Santos   |
| 2009 | Shining Down Lasers                                                                     | — | — | — | — | US93 (1 Wo.)US | Erstveröffentlichung: 7. Juli 2009 feat. Matthew Santos         |
| 2010 | The Show Goes On Lasers                                                                 | — | — | — | UK49 Silber · (5 Wo.)UK | US9 ×7Siebenfachplatin · (33 Wo.)US | Erstveröffentlichung: 26. Oktober 2010                          |
| 2011 | Words I Never Said Lasers                                                               | — | — | — | — | US89 Gold · (1 Wo.)US | Erstveröffentlichung: 8. Februar 2011 feat. Skylar Grey         |
| 2011 | Beautiful Lasers (2 Ways) Lasers                                                        | — | — | — | — | US70 (1 Wo.)US | Erstveröffentlichung: 8. März 2011 feat. MDMA                   |
| 2011 | Out of My Head Lasers                                                                   | — | — | — | — | US40 Gold · (17 Wo.)US | Erstveröffentlichung: 22. Mai 2011 feat. Trey Songz             |
| 2012 | Around My Way (Freedom Ain’t Free) Food & Liquor II: The Great American Rap Album Pt. 1 | — | — | — | — | US76 (1 Wo.)US | Erstveröffentlichung: 21. Mai 2012                              |
| 2012 | Lamborghini Angels Food & Liquor II: The Great American Rap Album Pt. 1                 | — | — | — | — | US92 (1 Wo.)US | Erstveröffentlichung: August 2012                               |
| 2012 | Battle Scars Food & Liquor II: The Great American Rap Album Pt. 1                       | — | — | — | UK— SilberUK | US71 ×3Dreifachplatin · (20 Wo.)US | Erstveröffentlichung: 10. August 2012 mit Guy Sebastian         |
| 2012 | Old School Love –                                                                       | — | — | — | — | US93 Gold · (5 Wo.)US | Erstveröffentlichung: 14. Oktober 2012 feat. Ed Sheeran         |
| 2014 | Next to It –                                                                            | — | — | — | — | — | Erstveröffentlichung: 24. Juni 2014 feat. Ty Dolla Sign         |

## Auszeichnungen für Musikverkäufe
| Goldene Schallplatte - Dänemark - 2022: für die Single Touch the Sky - 2022: für die Single Battle Scars - Neuseeland - 2014: für die Single Old School Love - 2022: für das Album Lasers - Schweden - 2013: für die Single Battle Scars - Vereinigte Staaten - 2025: für das Lied Hip-Hop Saved My Life Platin-Schallplatte - Australien - 2014: für die Single Old School Love - 2015: für die Single Touch the Sky | 2× Platin-Schallplatte - Australien - 2011: für die Single The Show Goes On - Neuseeland - 2023: für die Single The Show Goes On 3× Platin-Schallplatte - Neuseeland - 2015: für die Single Battle Scars 14× Platin-Schallplatte - Australien - 2023: für die Single Battle Scars |

Anmerkung: Auszeichnungen in Ländern aus den Charttabellen bzw. Chartboxen sind in ebendiesen zu finden.
| Land/RegionAuszeichnungen für Musikverkäufe (Land/Region, Auszeichnungen, Verkäufe, Quellen) | Silber     | Gold       | Platin       | Verkäufe   | Quellen              |
| -------------------------------------------------------------------------------------------- | ---------- | ---------- | ------------ | ---------- | -------------------- |
| Australien (ARIA)                                                                            | —          | —          | 18× Platin18 | 1.260.000  | aria.com.au          |
| Dänemark (IFPI)                                                                              | —          | 2× Gold2   | —            | 90.000     | ifpi.dk              |
| Neuseeland (RMNZ)                                                                            | —          | 2× Gold2   | 5× Platin5   | 120.000    | radioscope.co.nz NZ2 |
| Schweden (IFPI)                                                                              | —          | Gold1      | —            | 20.000     | sverigetopplistan.se |
| Vereinigte Staaten (RIAA)                                                                    | —          | 6× Gold6   | 18× Platin18 | 21.000.000 | riaa.com             |
| Vereinigtes Königreich (BPI)                                                                 | 4× Silber4 | Gold1      | Platin1      | 1.520.000  | bpi.co.uk            |
| Insgesamt                                                                                    | 4× Silber4 | 12× Gold12 | 42× Platin42 |            |                      |

## Auszeichnungen
- 2006: AOL Music Award: Breaker Artist
- 2006: MTV2 Awards: Freshest MC Award
- 2008: Grammy: Best Urban/Alternative Performance für Daydreamin featuring Jill Scott
- 2009: USA Character Approved Awards: Character Approved Award for Musician